# Schachweltmeisterschaft der Frauen 1972
Bei der Schachweltmeisterschaft der Frauen 1972 verteidigte die georgische Weltmeisterin Nona Gaprindaschwili ihren Titel erfolgreich. Zum dritten Mal in Folge traf sie im WM-Match auf Alla Kuschnir.

## Interzonenturnier
Erstmals wurde im Vorfeld der Weltmeisterschaft ein Interzonenturnier ausgetragen. Daran beteiligten sich 18 Spielerinnen, die sich über die regionalen Zonenturniere weltweit qualifiziert hatten. Das Turnier fand im Mai 1971 in Ohrid statt. Die Spielerinnen auf Platz 1 bis 3 qualifizierten sich für das erstmals im KO-Modus ausgetragenen Kandidatenturnier.

## Kandidatenturnier
Das Kandidatenturnier wurde in Form von Matches über maximal 10 Partien ausgetragen. Teilnahmeberechtigt waren die drei Ersten des Interzonenturniers sowie die im vorigen WM-Kampf unterlegene Alla Kuschnir.
Halbfinale Kuschnir – Satulowskaja, August / September 1971 in Minsk
|                      | 1 | 2 | 3 | 4 | 5 | 6 | 7 | 8 | 9 | 10 | Punkte |
| -------------------- | - | - | - | - | - | - | - | - | - | -- | ------ |
| Alla Kuschnir        | 1 | 1 | 1 | 0 | 0 | ½ | 1 | 0 | 1 | 0  | 5½     |
| Tatjana Satulowskaja | 0 | 0 | 0 | 1 | 1 | ½ | 0 | 1 | 0 | 1  | 4½     |

Halbfinale Lazarević – Alexandria, August / September 1971 in Bladel
|                   | 1 | 2 | 3 | 4 | 5 | 6 | 7 | 8 | 9 | 10 | Punkte |
| ----------------- | - | - | - | - | - | - | - | - | - | -- | ------ |
| Milunka Lazarević | 0 | 0 | 0 | 1 | 1 | ½ | 0 | 1 | ½ | ½  | 4½     |
| Nana Alexandria   | 1 | 1 | ½ | 0 | ½ | ½ | 1 | 0 | ½ | ½  | 5½     |

Kandidatenfinale Kuschnir – Alexandria, November / Dezember 1971 in Kislowodsk
|                 | 1 | 2 | 3 | 4 | 5 | 6 | 7 | 8 | 9 | Punkte |
| --------------- | - | - | - | - | - | - | - | - | - | ------ |
| Alla Kuschnir   | 1 | 1 | 0 | 1 | 0 | 1 | 1 | ½ | 1 | 6½     |
| Nana Alexandria | 0 | 0 | 1 | 0 | 1 | 0 | 0 | ½ | 0 | 2½     |

## Weltmeisterschaftskampf
Der Weltmeisterschaftskampf wurde vom 10. Mai bis 26. Juni 1972 in Riga ausgetragen. Hauptschiedsrichter war Vladas Mikėnas, unterstützt von Tamara Strandstrem (beide aus der Sowjetunion).
|                      | 1 | 2 | 3 | 4 | 5 | 6 | 7 | 8 | 9 | 10 | 11 | 12 | 13 | 14 | 15 | 16 | Total |
| -------------------- | - | - | - | - | - | - | - | - | - | -- | -- | -- | -- | -- | -- | -- | ----- |
| Nona Gaprindaschwili | 1 | 1 | 0 | 1 | ½ | 1 | ½ | 0 | 1 | ½  | 0  | ½  | ½  | 0  | ½  | ½  | 8½    |
| Alla Kuschnir        | 0 | 0 | 1 | 0 | ½ | 0 | ½ | 1 | 0 | ½  | 1  | ½  | ½  | 1  | ½  | ½  | 7½    |